# Wenqiao (ort i Kina, Zhejiang Sheng, lat 28,39, long 121,30)
Wenqiao (kinesiska: 温峤, 温峤镇) är en ort i Kina. Den ligger i provinsen Zhejiang, i den östra delen av landet, omkring 230 kilometer sydost om provinshuvudstaden Hangzhou. Antalet invånare är 73 918. Befolkningen består av 35 238 kvinnor och 38 680 män. Barn under 15 år utgör 13,0 %, vuxna 15-64 år 75 %, och äldre över 65 år 10,0 %.
Runt Wenqiao är det mycket tätbefolkat, med 1 135 invånare per kvadratkilometer. Närmaste större samhälle är Zeguo, 15,1 km norr om Wenqiao. I omgivningarna runt Wenqiao växer i huvudsak blandskog.
Genomsnittlig årsnederbörd är 2 023 millimeter. Den regnigaste månaden är juni, med i genomsnitt 334 mm nederbörd, och den torraste är januari, med 74 mm nederbörd.